# Imperium Solis
Imperium Solis è un romanzo ucronico di Mario Farneti pubblicato nel novembre 2009 dalla Editrice Nord e ambientato nel IV secolo d.C.

## Trama
Protagonista è l'imperatore romano Giuliano, detto anche l'Apostata per aver tentato nel suo breve regno durato meno di due anni, di reintrodurre il culto degli antichi dei. Nella realtà Giuliano muore in battaglia nel 363 d.C. a Ctesifonte durante la campagna militare contro i Sasanidi, colpito a morte da un giavellotto scagliato probabilmente da un suo legionario che lo aveva in odio.
Nella divergenza storica creata da Farneti, il giavellotto colpisce l'imperatore ma non mortalmente. Alcuni anni prima, una divinità benevola inviata dal dio Sol Invictus al quale egli era devoto, lo aveva infatti messo sull'avviso annunciandogli che il colpo sarebbe stato sviato, ma che per sfuggire ai congiurati e alle divinità avverse, avrebbe dovuto fingersi morto e rifugiarsi in un luogo remoto, nell'Estremo Occidente, dove al termine di ogni giorno il Sole va a dimorare.
Travestito da scriba, Giuliano fugge nottetempo da Ctesifonte e, dopo molte peripezie, raggiunge l'Isola di Hibernia, l'attuale Irlanda. In quella regione lontana lo aspetta già da alcuni mesi un suo fedele amico, il legato Lucio Domizio Claro che vi ha trasferito di nascosto un'intera legione. Dall'Hibernia, salpa verso la favolosa Isola di Meropide al di là dell'Oceano Atlantico, una terra vasta e ricca esplorata già ai tempi di Alessandro Magno.
Grazie all'impresa dell'imperatore Giuliano, i Romani raggiungono l'America undici secoli prima di Cristoforo Colombo e la colonizzano. Anche se il sovrano dovrà affrontare cruente battaglie, riuscirà infine a imporre la pax romana e a fondare un nuovo, potente impero sull'altra sponda dell'Oceano.

### Edizioni
- Mario Farneti, Imperium Solis, Milano, Editrice Nord, 2009, ISBN 88-429-1638-2.